# 福田笑迎
福田 笑迎（ふくだ しょうげい、1869年10月18日 - 1909年）は、日本の画家、著作家である。

## 人物
出羽国五十目村（後の秋田県五城目町）の甚助・いへの第二子で長男として生まれる。生家は肝煎などの村役人を務めてきた旧家で、代々薬種商を営み、地主でもあった。幼名は貞助。幼少の頃より文才・画才に秀でて、当初は「瑞稲（ずいとう）」の号を用いて絵を描いていた。12歳のころに名を禎輔と改め、14歳ころからは笑迎の号を名乗っている。
生家が裕福な旧家であったため多くの書画を所有しており、就学前からそれらに親しんだ笑迎は、みずからも絵筆を走らせるようになっていた。師匠はなく、生家所蔵の書画を手本にした独学であったことから、作風には文人画、狩野派、浮世絵の画風が入り交じった独特のものになっている。10代の頃には地元の人々の求めに応じて絵を描くことが多くなり、今でも多くの作品が地元に残っている。また、生涯を通してこの時期の作品が最も多い。
向学心のおう盛な笑迎は秋田中学校（現在の秋田県立秋田高等学校）に進み、さらに家出同然に上京して慶應義塾の哲学科に入った。父親は笑迎の家督相続を諦め、家業は長女モエに養子を迎えて継がせた。慶應義塾では中江兆民に刺激を受け、みずからも政治家を目指したが実現はしなかった。
1890年に22歳で郷里に戻ると、翌々年に秋田魁新報社に入り政治記者になった。1896年には男鹿半島北磯村（後の男鹿市北浦）出身で、東京で洋画を学んだ斎藤鹿山と組んで「秋田新聞」を創刊したが、新聞社の経営不振からのちに再び上京し、新聞社に勤めたり雑誌向けの記事を書くなどしていた。
後年は画業に戻ることはなかったが、出かけるときはいつもスケッチブックを持ち歩いていた。没後も生家には半紙に描かれた大量のスケッチや下書きが残されていたが、地元の人々の求めに応じて提供しているうちにほとんどが散逸してしまっている。
同郷の力士四ツ車大八の人物評論『評伝四ツ車大八』が遺稿となり、没後友人たちによって出版された。

## 参考資料
- 秋田県広報協会 編『あきた 通巻124号／人・その思想と生涯（57）』
- 五城目町教育委員会 編『すばらしい先輩たち 第3集』
- 秋田魁新報社 編『秋田人名大事典』ISBN 978-4870202061